# Už
L'Už (ucraino: Уж, slovacco: Uh, in ungherese: Ung) è un fiume dell'Ucraina e della Slovacchia. Il suo nome proviene dal dialetto Antico slavo orientale e significa "serpente".
Nasce nella parte orientale dei monti Carpazi, segna il confine con la Slovacchia a partire dal villaggio di Záhor, a 102 m.s.l.m. nella pianura orientale slovacca (parte della Grande pianura ungherese). Attraversa le città di Velykyj Bereznyj e Perečyn.
Si snoda per una lunghezza di 127 km di cui 21,3 in Slovacchia. Sfocia nel fiume Laborec vicino a Drahňov nel Distretto di Michalovce a 96 m.s.l.m.

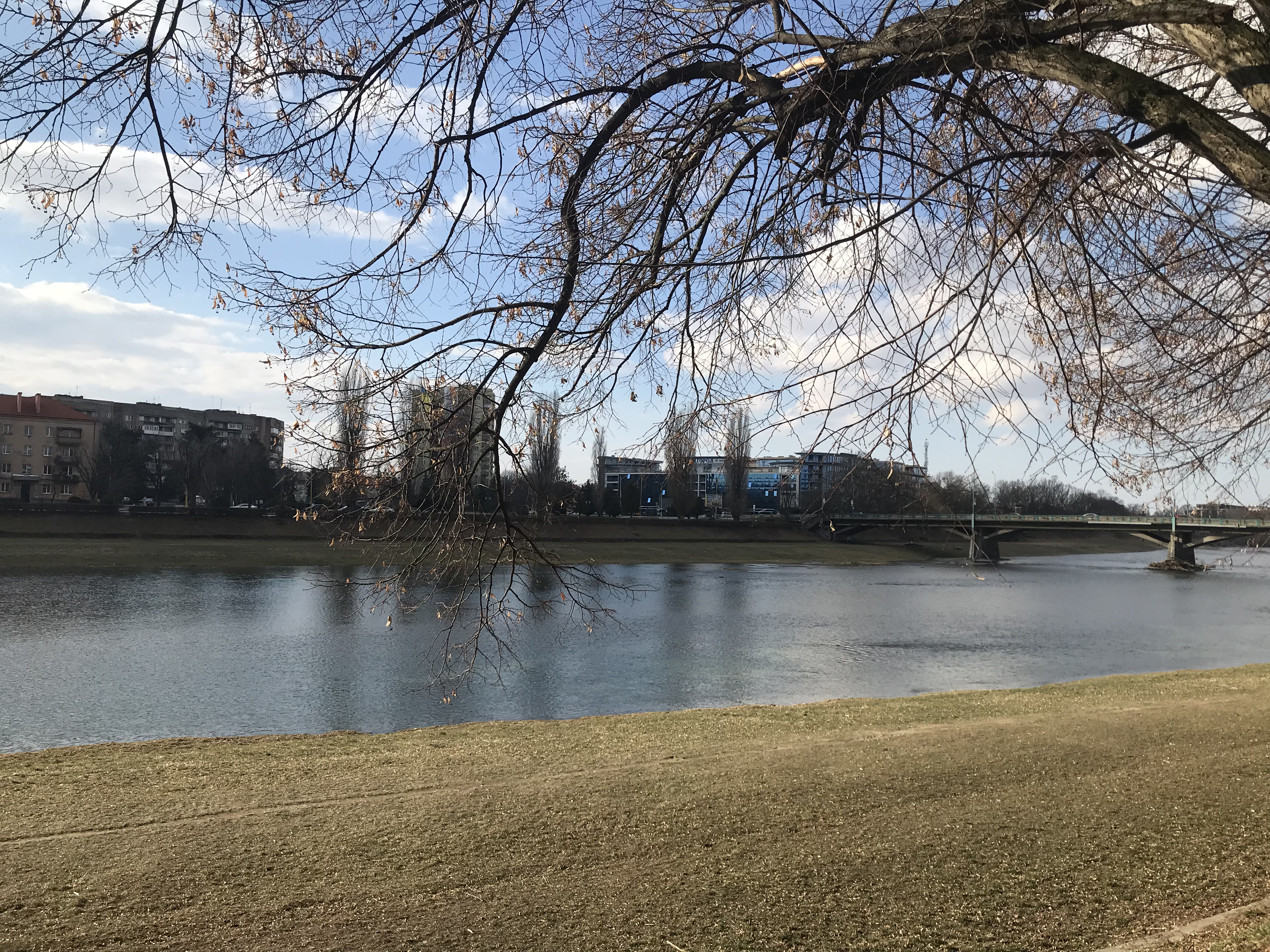
L'Už a Užhorod

La città di Užhorod (Ucraina) è la più grande città attraversata dall'Už.
Il fiume è ghiacciato per buona parte dell'inverno.

## Altri progetti

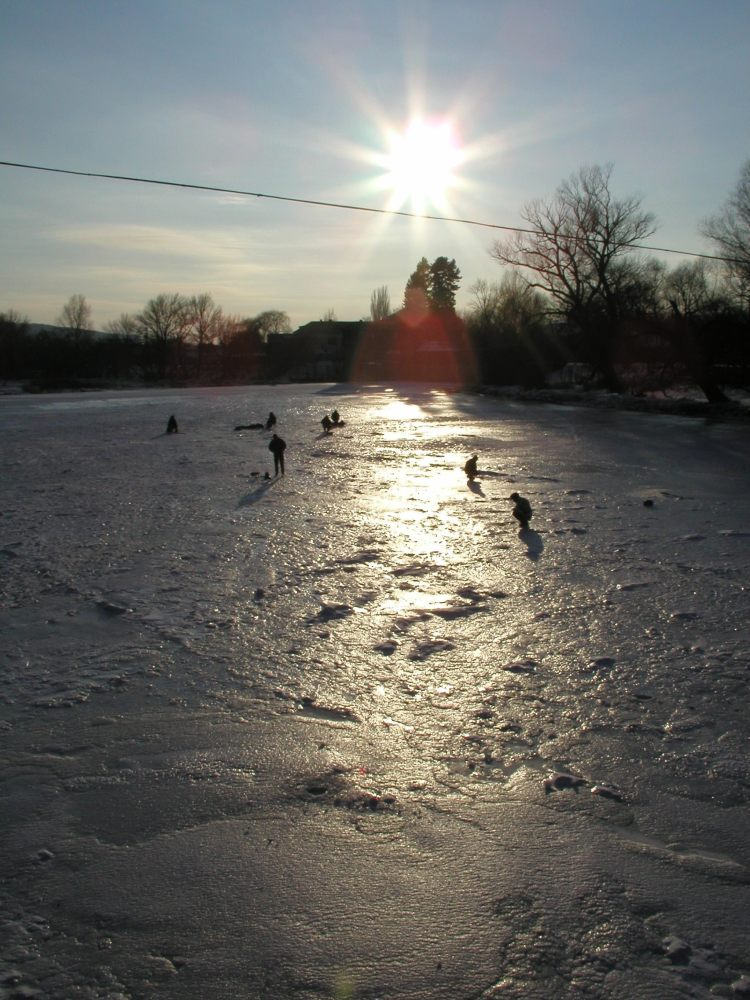
Il fiume ghiacciato